# Ultimate Fight Night 4
Ultimate Fight Night 4（アルティメット・ファイトナイト・フォー、別名UFC Fight Night 4）は、アメリカ合衆国の総合格闘技団体「UFC」の大会の一つ。2006年4月6日、ネバダ州ラスベガスのザ・ジョイントで開催された。

## 大会概要
メインイベントではThe Ultimate Fighter 1ライトヘビー級トーナメントのファイナリストであるステファン・ボナーとThe Ultimate Fighter 2ヘビー級トーナメント参加者のキース・ジャーディンによるライトヘビー級戦が行われた。

## 試合結果

### プレリミナリィカード
第1試合 ミドル級 5分3R
○  チェール・ソネン vs.  トレヴァー・プラングリー ×
3R終了 判定3-0（30-27、30-27、30-27）
第2試合 ウェルター級 5分3R
○  ジョシュ・コスチェック vs.  アンサー・チャランゴフ ×
1R 3:29 チョークスリーパー
第3試合 ヘビー級 5分3R
○  ダン・クリスティソン vs.  ブラッド・アイムス ×
3R 3:37 腕ひしぎ十字固め
第4試合 ウェルター級 5分3R
○  ジョン・フィッチ vs.  ジョシュ・バークマン ×
2R 4:57 チョークスリーパー
第5試合 ウェルター級 5分3R
○  ルーク・クモ vs.  ジェイソン・フォン・フルー ×
3R終了 判定3-0（30-27、30-27、30-26）

### メインカード
第6試合 ミドル級 5分3R
○  クリス・リーベン vs.  ルイージ・フィオラヴァンティ ×
3R終了 判定3-0（30-27、30-27、30-27）
第7試合 ウェルター級 5分3R
○  ジョシュ・ニアー vs.  ジョー・スティーブンソン ×
3R終了 判定3-0（29-28、29-28、29-28）
第8試合 ライトヘビー級 5分3R
○  ラシャド・エヴァンス vs.  サム・ホーガー ×
3R終了 判定2-1（30-27、29-28、28-29）
第9試合 ライトヘビー級 5分3R
○  ステファン・ボナー vs.  キース・ジャーディン ×
3R終了 判定3-0（29-28、29-28、29-28）

### 各賞
ファイト・オブ・ザ・ナイト：ダン・クリスティソン vs. ブラッド・アイムス
サブミッション・オブ・ザ・ナイト：ダン・クリスティソン